# Ina-Ich
Ina-Ich est un groupe de rock alternatif français, originaire de Paris. Le nom du groupe vient de l'onomatopée vietnamienne Inh-ich, signifiant vacarme utile en français, qui désigne un son persistant et dérangeant,.

## Biographie
À l'origine du groupe se trouve Kim-Thuy Nguyen, une pianiste classique de formation ayant étudié au Conservatoire de La Rochelle, qui, après plusieurs expériences musicales dans divers styles (au sein du groupe Samanawok (1997), puis en solo à partir de 2002) décide de constituer son propre groupe.
Signé en 2006 par le label Baidjan Records, le premier album, au titre éponyme, sort l'année d'après chez Wagram Music. Elle crée une première formation en 2006 (Aurélien Clair à la batterie, Cyrille Nobilet à la basse, et Mickael Lebayon à la guitare). À la fin de l'année 2007, un nouveau bassiste (Frédéric Wursten) et un nouveau guitariste (Gaël Mesny) rejoignent le groupe. Mais en 2009, le bassiste Patrick Loiseau et le guitariste Frédéric Mariolle remplacent les précédents musiciens. Le groupe Ina-Ich remporte en 2007 le prix du Jury Pierre-Delanoë, destiné à promouvoir les nouveaux talents musicaux. Il se produit aux Francofolies en 2007, à la Fête de l'Humanité en 2008, et au festival Rock al parque de Bogota en juin 2009.
En 2010, à la suite de nombreux problèmes rencontrés avec sa maison de disques et différents managers, elle crée, avec l'aide de son mari Aurélien Clair, qui est également le batteur du groupe, le label iHN-iCH, clin d'œil au nom initialement prévu pour le groupe.
Le deuxième album du groupe, L'Année du tigre, sort le 14 octobre 2011. Il est précédé par la diffusion du titre La Pendule puis par celle du premier single extrait de l'album, Marilyn. L'album remporte le Grand Prix UNAC-SACEM de l'autoproduction. Le groupe assure la première partie de quelques concerts de Shaka Ponk.
Brad Thomas Ackley, musicien de Matthieu Chedid, rejoint Ina-Ich en 2014 dans une nouvelle formation en trio et réarrange certains morceaux du groupe. Un maxi quatre titres, Ma chair et mon sang, sort le 22 septembre 2014, et le groupe joue peu après en première partie de plusieurs concerts de Shaka Ponk. 
Le troisième album du groupe, qui s'intitule ii3, sort le 1er avril 2016 en version numérique et le 29 avril dans les bacs.

## Influences
Auteur-compositeur, interprète, arrangeur et coproductrice de toutes les chansons du premier album, Kim-Thuy Nguyen cite parmi ses influences des musiciens venant des horizons les plus divers, tels que Frédéric Chopin, Jean-Sébastien Bach, The Beatles, Nine Inch Nails, Marilyn Manson, Nirvana, Rage Against the Machine, Jeff Buckley, Jacques Brel et Léo Ferré.

## Membres

### Membres actuels
- Kim-Thuy Nguyen - chant, piano (depuis 2006)
- Aurélien Clair - batterie (depuis 2006)
- Brad Thomas Ackley - guitare, basse (depuis 2014)

### Anciens membres
- Mickael Lebayon - guitare (2006-2007)
- Cyrille Nobilet - basse (2006-2007)
- Gaël Mesny - guitare (2007-2009)
- Frédéric Wursten - basse (2007-2009)
- Patrick Loiseau - basse (2009-2011)
- Frédéric Mariolle - guitare (2009-2012)
- Sacha Dubas - basse (2011-2014)
- Stéphane Bertin - guitare (2012-2014)

## Discographie

### EP et singles
- 2007 : Âme armée (11 juillet)
- 2008 : Poupée chérie
- 2009 : Libre comme l'eau (8 février)
- 2011 : La Pendule
- 2011 : Marilyn
- 2014 : Ma chair et mon sang (EP 4 titres)